# Fantômes japonais
Pour plus de détails, voir Fiche technique et Distribution.
Fantômes japonais (四谷怪談, Yotsuya kaidan) est un film japonais réalisé par Shirō Toyoda, sorti en 1965.

## Synopsis

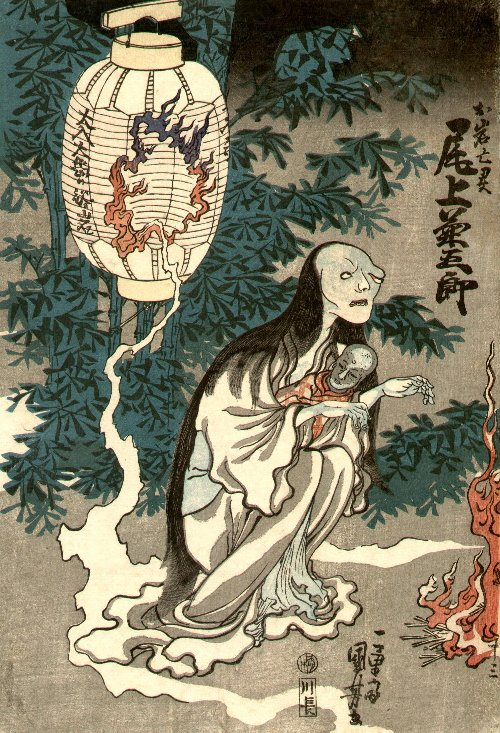
Le Fantôme d'Oiwa

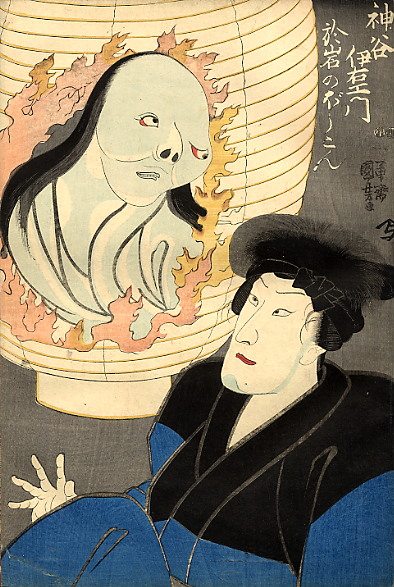

Un samouraï est hanté par des apparitions à la suite de l'assassinat de son beau-père.

## Fiche technique
- Titre : Fantômes japonais
- Titre original : 四谷怪談 (Yotsuya kaidan?)
- Réalisation : Shirō Toyoda
- Scénario : Toshio Yasumi, adapté de la pièce de théâtre Yotsuya kaidan de Nanboku Tsuruya
- Musique : Tōru Takemitsu
- Décors : Hiroshi Mizutani
- Photographie : Hiroshi Murai
- Montage : Chizuru Hirose
- Production : Ichirō Satō et Hideyuki Shiino
- Société de production : Tōhō et Tokyo Film
- Distribution : Tōhō (Japon)
- Pays de production :  Japon
- Langue originale : japonais
- Format : couleur (Eastmancolor) - son mono - 2,35:1 - 35 mm
- Genre : fantastique
- Durée : 105 minutes
- Dates de sortie :
  - Japon : 25 juillet 1965[1]
  - États-Unis : 27 novembre 1968

## Distribution
- Tatsuya Nakadai : Iyemon Tamiya
- Mariko Okada : Oiwa
- Junko Ikeuchi : Osode
- Mayumi Ōzora : Oume
- Keiko Awaji : Omaki
- Eitarō Ozawa : le père d'Oume
- Masao Mishima : Takuetsu
- Mikijirō Hira : Yomoshichi Satō
- Eijirō Tōno : prêtre
- Yasushi Nagata : le père d'Oiwa
- Yusuke Takita
- Shin'ichi Nakano
- Sen Yano : Kohei
- Tōru Uchida
- Kinji Omino : Shōzaburō Okuda

## Autour du film
Il existe de nombreuses adaptations au cinéma de la pièce de théâtre, parmi lesquelles :
- 1925 : Yotsuya kaidan (四谷怪談?) réalisé par Norio Yamagami
- 1949 : Le Fantôme de Yotsuya (四谷怪談 前篇, Yotsuya kaidan?) réalisé par Keisuke Kinoshita
- 1959 : Contes fantastiques de Yotsuya (東海道四谷怪談, Tokaido Yotsuya kaidan?) réalisé par Nobuo Nakagawa
- 1959 : Le Fantôme de Yotsuya (四谷怪談, Yotsuya kaidan?) réalisé par Kenji Misumi
- 1969 : Contes fantastiques de Yotsuya : le fantôme d'Oiwa (四谷怪談 お岩の亡霊, Yotsuya kaidan: Oiwa no borei?) réalisé par Kazuo Mori